# Dilidzjan
Dilidzjan (Armeens: Դիլիջան) is een stad in Armenië. Deze stad ligt in de marzer (provincie) Tavoesj.
Deze stad en haar omgeving waren een belangrijk kuuroord in de Kaukasus in de laatste decennia van de Sovjet-Unie. De stad is ook tegenwoordig nog een bestemming voor toeristen. In de regio kan men meerdere kloosters en kerken bezichtigen en wandelen door het groene Armeens hoogland. De stad ligt in het Dilidzjan Nationaal Park.

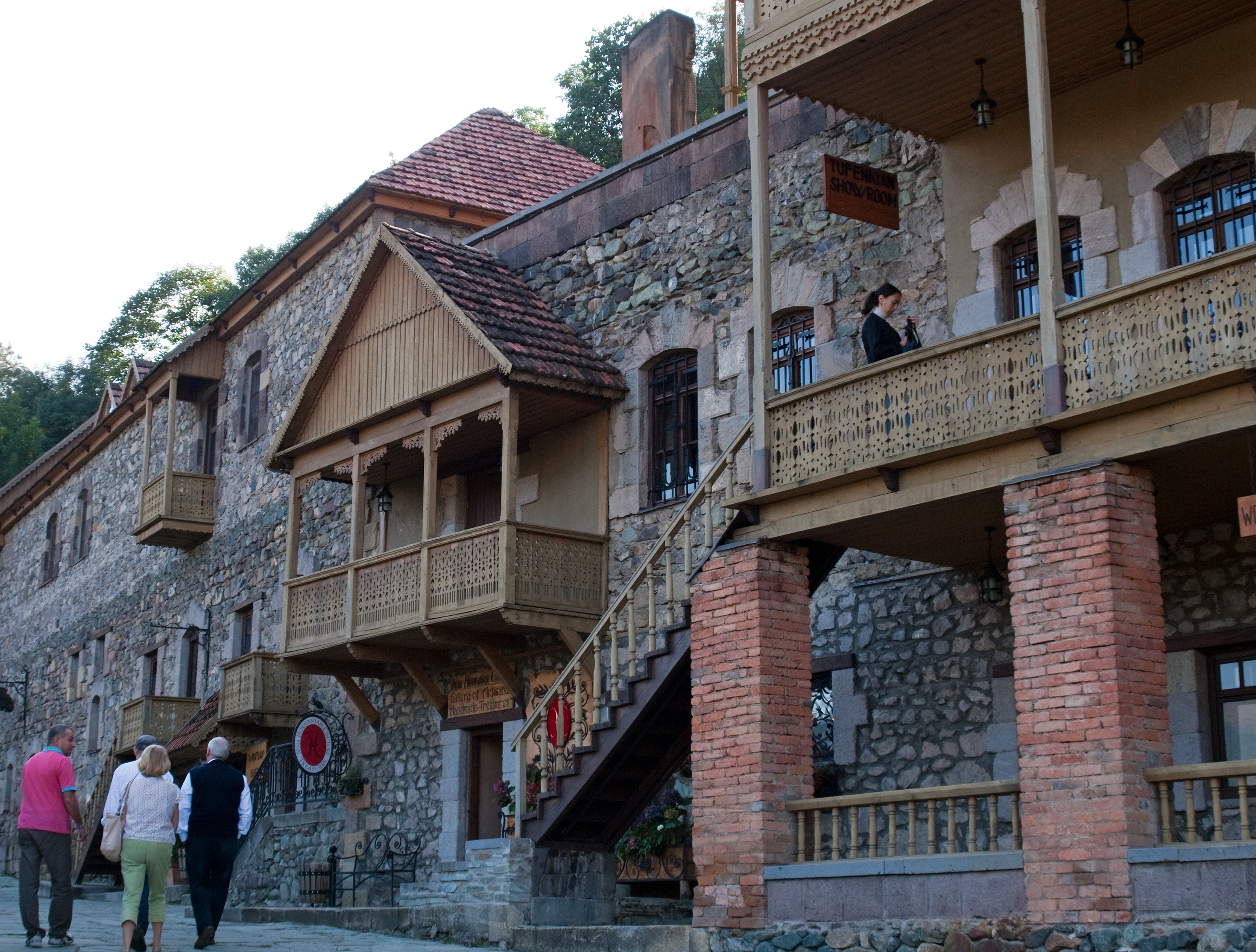
Sharambeyan straat in het oude Dilidzjan

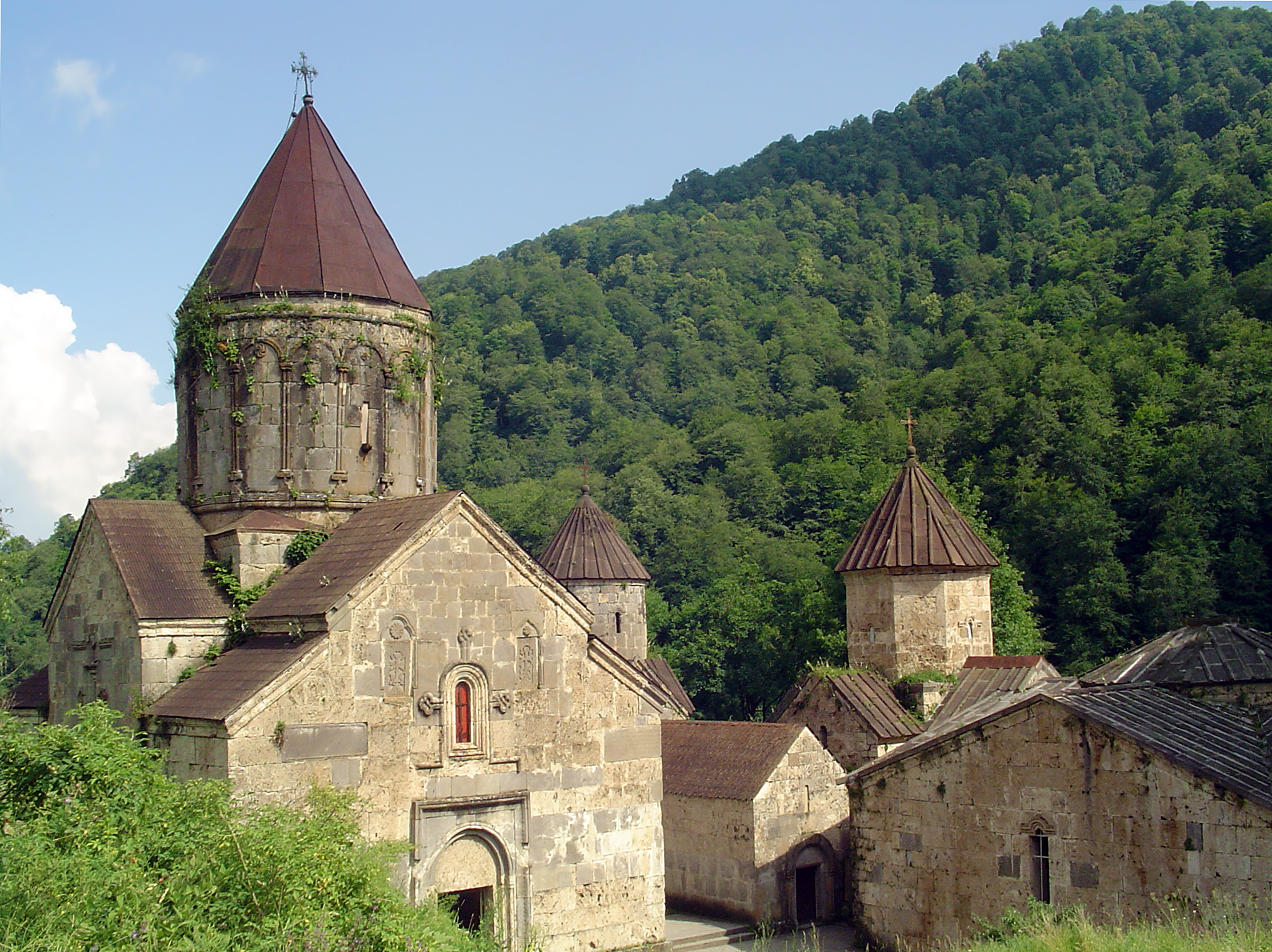
Een klooster in de buurt van Dilidzjan

Abovjan · Agarak · Achtala · Alaverdi · Aparan · Ararat · Armavir · Artasjat · Artik · Artsvasjen · Asjtarak · Berd · Bjoeregavan · Dastakert · Darakert · Dilidzjan · Dzjermoek · Etsjmiadzin · Gavar · Goris · Gjoemri · Hrazdan · Idzjevan · Jechegnadzor · Jegvard · Kadzjaran · Kapan · Maralik · Martoeni · Masis · Megri · Metsamor · Nojemberjan · Nor Hatsjen · Odzoen · Sevan · Sisian · Sjamloeg · Spitak · Stepanavan · Talin · Tasjir · Toemanjan · Tsachkadzor · Tsjambarak · Tsjarentsavan · Vajk · Vanadzor · Vardenis · Vedi · Jerevan